# A mozgó ló: Sallie Gardner

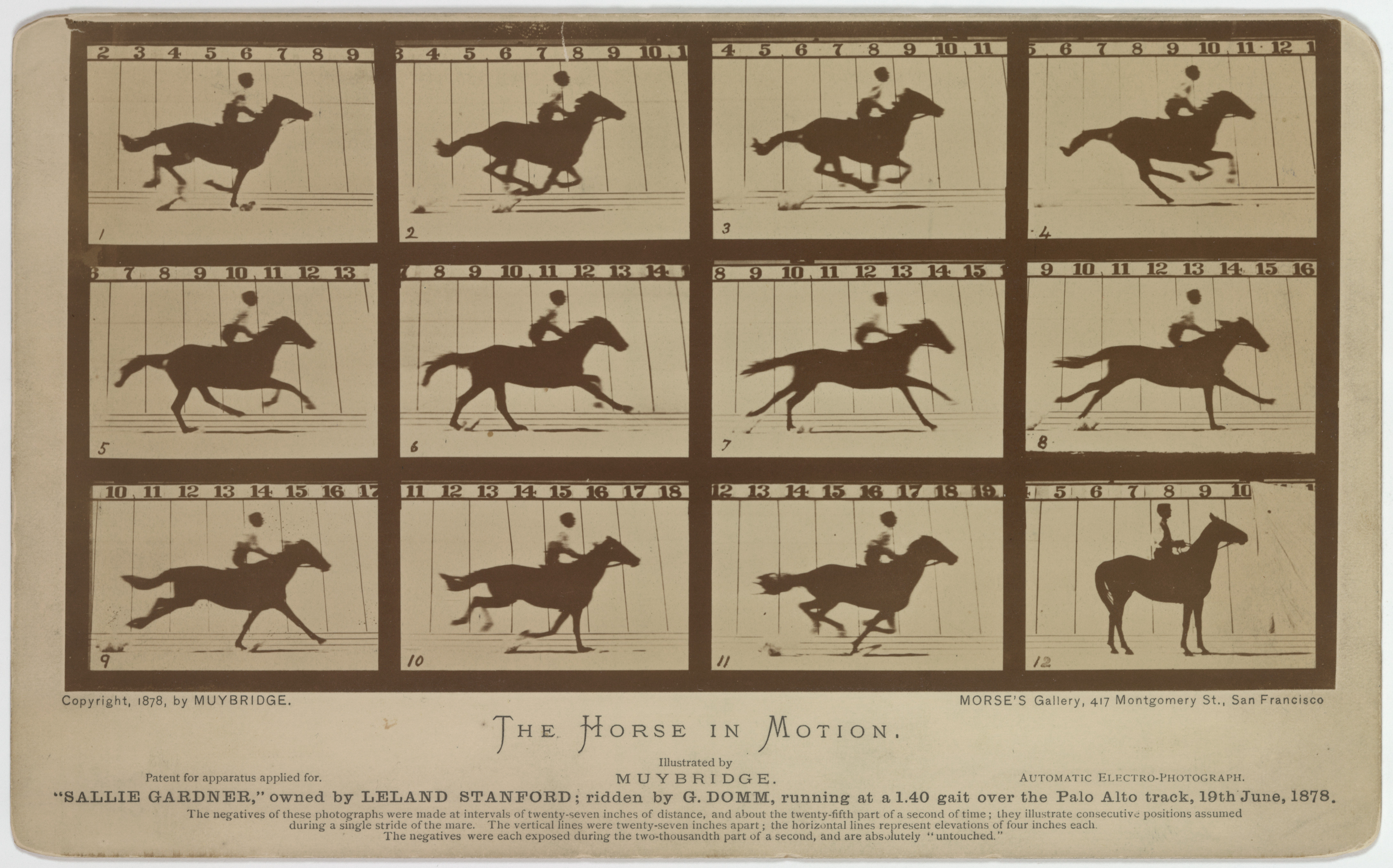
Eadweard Muybridge: A mozgó ló: Sallie Gardner (1878), Kongresszusi Könyvtár, Washington

A mozgó ló: Sallie Gardner (The Horse in Motion: Sallie Gardner) néven vált ismertté Eadweard Muybridge 1878-ban készített fotósorozata, mely egy ló és lovasának mozgásáról készült. Muybridge az elkövetkező években mozgásfázisok százait készítette állatokról és emberekről. Munkásságával nem csak a fotográfia fejlődéséhez, hanem a mozgófilm megszületéséhez is jelentősen hozzájárult.

## Története
A kép megszületésének újságokba illő történetváltozata szerint 1872-ben Leland Stanford iparmágnás, a Central Pacific vasút építtetője Frederick MacCrellish-sel kötött fogadást abban a kérdésben, hogy a ló ügetése közben van-e olyan pillanat, amikor a lónak mind a négy lába a levegőben van. A korabeli festmények alapján úgy sejtették, hogy ha van ilyen pillanat, az akkor következik be, amikor ki vannak nyújtva a ló lábai. A prózaibb verzió szerint Stanfordot nem egy fogadás, hanem a versenylótenyésztés módszerei érdekelték: a lovak mozgását szerette volna tanulmányozni. Stanford Muybridge segítségét kérte, aki még 1872-ben látott neki a feladatnak, melyhez Stanford 25 000 dollár támogatást is biztosított. Azonban a kezdeti próbálkozások sikertelenek voltak: a felvételekhez használt nedves kollódiumos lemez alacsony érzékenysége és a fényképezőgép zárjának sebessége nem volt alkalmas a célra.
Azonban mintegy öt évvel később, 1877-ben az eredmények már bizakodásra adtak okot. Júliusban a sacramentói Union Park versenypályán Muybridge-nek sikerült Stanford Occident nevű lovának mozgását lefotózni. Az egyik felvételen a ló mind a négy lába a levegőben volt. Ám a képpel kapcsolatban kételyek merültek fel, mivel csak az eredeti képről készített fametszet maradt fenn.

A képkockákból készült animáció

A következő évben Muybridge kifejlesztett egy új technikát, hogy a ló mozgását még pontosabban tudja megörökíteni. 1878 júniusában a Palo Altó-i lóversenypályán Muybridge több sikeres felvételt készített egy ló és lovasának mozgásáról. Ezek közül a fent látható felvétel a legismertebb, mely június 19-én készült. A képen látható Stanford tulajdonában lévő lovat Sallie Gardnernek hívták. A felvételekhez Muybridge 24 kamerát állított fel a pálya szélén, a túloldalra pedig fehér háttért állítottak. A záridő a másodperc ezredrésze volt. A felvételek pontos időzítéséhez a pályára merőlegesen egy drótot feszítettek ki: amikor a ló áthaladt, átszakította azt és a kioldók működésbe léptek, a felvétel elkészült. Muybrdige fotósorozata kétséget kizáróan bebizonyította, hogy a ló futása közben van olyan pillanat, amikor egyik lába sem éri a földet. A sorozatképeket Muybridge az általa szabadalmaztatott zoopraxiscope segítségével animálta. A Sallie Gardnerről készült mozgóképre a némafilmek előfutáraként is tekintenek.
Stanford a felvételeket látva ösztönözte Muybridge-et, hogy más állatokról is készítsen hasonló felvételeket. Muybrdige 1882-ben The Horse in Motion as Shown by Instantaneous Photography címmel adta ki kutatásának eredményeit. Az itt látható felvétel nem ebben szerepelt, hanem 780 másik társaságában az Animal Locomotion: An Electro-photographic Investigation of Consecutive Phases of Animal Movements című 1872 és 1885 között megjelent kiadványban.